# Negrito

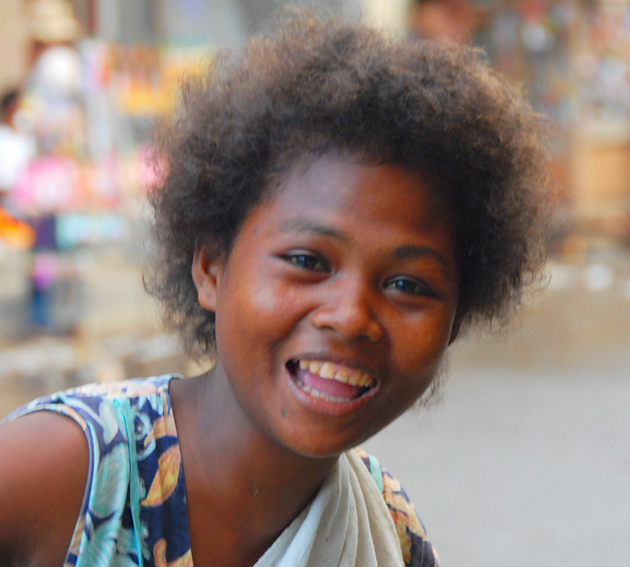
Een jonge negritovrouw uit de Filipijnen

Negrito is een verzamelnaam voor verschillende volkeren die leven in geïsoleerde gebieden in Zuidoost-Azië en de Andamanen. De naam is een Spaans/Portugees verkleinwoord van negro (kleine zwarte of negertje). De term is bedacht door vroegere Europese ontdekkingsreizigers, omdat ze dachten dat de negrito's uit Afrika kwamen.
Tot de Negrito-volkeren worden onder andere gerekend: de Andamanezen (waaronder de Groot-Andamanezen, de Onge, de Jarawa en de Sentinelezen) van de Andamanen, de Semang-volkeren (waaronder de Batek) van Malakka, de Maniq van Zuid-Thailand, evenals de Aeta van Luzon, de Ati en Tumandok van Panay, de Mamanwa van Mindanao en ongeveer 30 andere officieel erkende etnische groepen in de Filipijnen.

## Oorsprong
Negrito's zijn waarschijnlijk een relictbevolking die zich na de grote migratie van de vroege moderne mens uit Afrika via Zuid-Azië tot in Australië en Oost-Azië verspreidde. Genetisch onderzoek wijst echter weinig genetische verwantschap tussen de negritopopulaties onderling aan; het is echter mogelijk dat de populaties van verschillende groepen die uit Afrika vertrokken, afstammen. Het is mogelijk dat ook de Aboriginals en de bewoners van Nieuw-Guinea van deze eerste migratiegolf afstamden, die op zijn hoogtepunt wellicht de gehele Aziatische zuidkust bewoonde. Verwante volkeren woonden oorspronkelijk in Indo-Oceanië, Azië, Australië en Nieuw-Guinea tot de Perzische Golf, en van de Maleise Archipel tot Japan. Een in het bijzonder geïsoleerde groep hiervan vormen de Andamanezen in de Golf van Bengalen.
Later werd de bevolking van Zuid- en Zuidoost-Azië in belangrijke wijze beïnvloed door nieuwe migraties uit het noorden, vanuit Centraal Azië via Oost-Azië. De uitbreidingen van China ten gevolge van de ontwikkeling van agricultuur en hogere bevolkingsaantallen aldaar, leidden tot verdringing van volkeren in Zuid-China die Austroaziatische, Austronesische of Tai-Kadai talen spraken. Hun cultuur werd gereduceerd tot versnipperde taaleilandjes binnen China, terwijl anderen naar Taiwan en vandaar de Pacificische eilanden (Austronesiërs), Thailand (Tai) en Vietnam (Kinh) trokken. Op hun beurt verdrongen deze volkeren weer de negrito's, die steeds verder werden teruggedreven tot ze nog maar kleine versnipperde enclaves vormden in de meest onaantrekkelijke of afgelegen gebieden die de nieuwkomers niet wilden.

## Uiterlijk
Negrito's hebben een zwart-bruine huidskleur en hebben wollig kroeshaar. De vorm van hun schedel is breed; hun gestalte is buitengewoon klein: met een pygmee-grootte behoren zij tot de kleinste van alle levende menselijke groepen. De gemiddelde grootte bij de mannen 1,48 meter en bij de vrouwen 1,46 meter, waarmee ze kleiner zijn dan de gemiddelde grootte van Afrikaanse pygmeeën.

## Religie en taal
De negrito's hebben veel respect voor de geesten van hun voorvaderen. Ze hadden oorspronkelijk een natuurgodsdienst, het animisme. Tegenwoordig hangen ze ook andere godsdiensten aan. Ook hebben ze in veel gevallen de taal van de omringende volkeren overgenomen.

## Verspreiding

### Maleisië
De Maleisische term voor hen is orang asli, oorspronkelijke mensen. Dit is meestal iedereen die niet tot de drie hoofdgroepen Maleis, Chinees of Indiër behoort. De orang asli worden wel onderverdeeld in drie groepen:
1. Senoi
2. Orang malayu asli
3. Semang

De Semang worden onderverdeeld in de subgroepen Kintaq, Lanok, Kensiu, Jahai, Mendriq en Bateq.